# Ászok ásza
Az Ászok ásza (eredeti francia cím: L’As des as) 1982-ben bemutatott francia-NSZK kalandfilm-vígjáték, Gérard Oury rendezésében, Jean-Paul Belmondo főszereplésével.
A filmben megcsodálható néhány, az első világháború környékén készült, szépen felújított régi repülőgép és veterán luxusautó a harmincas évekből, valamint légifelvételekről Bajorország néhány nevezetessége.

## Cselekmény
A két ászpilóta, Jo Cavalier francia kapitány és von Beckmann német repülőstiszt az első világháborúban barátkozott össze a levegőben, miután kölcsönösen szitává lőtték egymás gépét, de lovagiasan, gondosan vigyázva egymásra, nehogy komoly bajuk essen. Nem is tudják, hogy alattuk a lövészárokban két német katona drukkolja végig kakaskodásukatː Hitler őrvezető és főnöke, Rosenblum főhadnagy, aki egyébként cseppet sincs elragadtatva beosztottja, a leendő Führer zsenialitásától.
A két jóbarát a berlini olimpián találkozik újra, 20 év múltán. Jo visszatért régi foglalkozásához a bokszhoz, de immár a francia csapat edzőjeként érkezett Berlinbe. Günther viszont mint világháborús hős tábornok lett a légierőnél.

Simon és a medvebocs

Ám ünneplésük nem felhőtlen, mert Jo a vonaton hozzácsapódott kisfiú családjának a védelmére kelt alaposan elpáholva néhány roppant intelligens gestapóst. És mint kiderült, a kisfiú nagyapja épp a Führer egykori parancsnoka, Rosenblum.
Némi verekedésekkel és kalandokkal fűszerezve menekülniük kell Németországból, de egy meggondolatlan tehén jóvoltából vagy inkább rosszvoltából kakukkfiókaként a Führer villájába, a Berghofba csöppennek Ausztria helyett, ahol Angéla, Hitler nővére az úr, s aki mellesleg megszólalásig hasonlít fivérére.
Günther kénytelen meghódítani a marcona orcájú szépséget hogy lehetővé tegye Rosenblumék szökését, de pechükre tévedésből a Führer mégis Rosenblumék kocsiját veszi üldözőbe másik pompás autójával.

Angela Hitler és Günther

Hitler híres-nevezetes fekete ruhás testőrségét, kapuőrségét snájdig fekete egyenruhájában cseppet sem zavarja a dobpergetős-karlengetős ceremóniában, hogy a Führer pár másodperc különbséggel kétszer is távozik a villából pazar automobiljával.
Az üldözéses jelenetet magától értetődően a Führer se ússza meg szárazon: természetesen a disznóól melletti kacsaúsztatóban, malacpancsoldában landol.
Joék pedig a Führermobillal a határsorompót áttörve söpörnek be Ausztriába hatalmas riadalmat keltve: „Hitler épp most szállja meg Ausztriát!”

## Szereposztás
| Szerep                         | Színész                        | Magyar hangja (1. szinkron, 1989) |
| ------------------------------ | ------------------------------ | --------------------------------- |
| Georges „Jo” Cavalier          | Jean-Paul Belmondo             | Sztankay István                   |
| Gaby Delcourt                  | Marie-France Pisier            | Andresz Kati                      |
| Simon Rosenblum                | Rachid Ferrache                | Alapi Gergely                     |
| Günther von Beckmann           | Frank Hoffmann                 | Fülöp Zsigmond                    |
| Adolf Hitler / Angela Hitler   | Günter Meisner                 | Szombathy Gyula                   |
| Aschbach őrnagy, Gestapo       | Benno Sterzenbach              | Kránitz Lajos                     |
| Lucien                         | Yves Pignot                    | Dobránszky Zoltán                 |
| Brückner, Hitler segédtisztje  | Michael Gahr                   | ?                                 |
| Rosenblum Sára                 | Sonya Tuchmann                 | Némedi Mari                       |
| Rosenblum Lázár                | Martin Umbach                  | Kassai Károly                     |
| Rosenblum „nagypapa” főhadnagy | Hans Wyprächtiger              | Horváth Gyula                     |
| Ráhel nagymama                 | ?                              | Feleki Sári                       |
| Steiner úr                     | ?                              | Cseke Péter                       |
| Bokszolók                      | Stéphane Ferrara Florent Pagny | ?                                 |
| Émile                          | Jean-Roger Milo                | ?                                 |
| Sofőr                          | Ulrich Johannson               | ?                                 |

- További magyar hangok: Kerekes József, Tahi József, Orosz István,  Pataki Imre, Zágoni Zsolt.

## A forgatási helyszínek
A légicsata jeleneteit Franciaországban, La Ferté-Alais környékén vették fel.
A film többi jelenetét Bajorországban forgatták az alábbi helyszínekenː
- Bad Tölz
- Bavaria Studios, Grünwald, Geiselgasteig, Bavariafilmplatz 7.
- Bayrischzell
- München
- Obersalzberg, Berchtesgaden
- Schlossanlage Schleißheim, Oberschleißheim (Joék szállodája)

## Érdekességek
- A film egyik reklámfotója Belmondót ábrázolja fess fekete SS őrnagyi egyenruhában, színben tökéletesen hozzápasszoló svájcisapkával.

Az ötlet alapja talán az lehetett, hogy a snájdig fekete SS egyenruhához eredetileg rémesen mulatságos, matrózsapkaszerú tökfödő tartozott, ami csak néhány 1932-es archív fotón csodálható meg. S amit azután villámgyorsan lecseréltek a jólismert fekete, ellenzős tányérsapkára.
- Hermann Göring, a náci légierő főparancsnoka nemrég nyilvánosságra került hatalmas színes amatőrfilm gyűjteményének tanúsága szerint a náci vezérek közül valójában Göring nővére hasonlít megdöbbentően és mulatságosan a fivérére alkatra és arcvonásra egyaránt. Angela Hitler kevésbé Adolfra.

Adolfra inkább másik féltestvére, Alois Hitler hasonlított, főleg amíg hasonló führerbajuszt viselt a háború végéig.
- Hitler zsidó származású parancsnokának, aki a későbbi Führert felterjesztette Vaskeresztre, valójában nem Rosenblum, hanem Hugo Gutmann volt a neve.
- A filmet 1982 májusától augusztusig forgatták.
- Jo és Günther beszélgetése a szálloda bárjábanː

Jo: Rúgjátok seggbe ezt a hülyét (Hitlert)ǃ Ordít róla, hogy milyen veszélyesǃ
(…)
Günther: Egyébként a németek 80%-a, 38 millió ember rá szavazott.
Jo: Ha 38 millióan megteszik ugyanazt a marhaságot, az még marhaság marad. 
Megjegyzés: Ez a vígjáték is tovább erősíti azt a közkeletű tévedést, miszerint Hitler a németek többségének sőt túlnyomó többségének akaratából került és maradt hatalomban. Valójában az utolsó, többé-kevésbé még szabadnak tekinthető választáson, amivel kancellár lett, nem kapta meg a szavazatok egyharmadát sem. Pedig már ennél a választásnál is terrorizálták a szavazókat a nácipárt érdekében.

## Hasonló filmek
- Egy kis kiruccanás (La Grande Vadrouille, 1966, francia filmvígjáték, rendezte: Gérard Oury)
- Senki nem tud semmit (Nikdo nic nevi, 1947, fekete-fehér csehszlovák filmvígjáték, rendezte: Josef Mach)
- A tizedes meg a többiek (1965, fekete-fehér magyar filmvígjáték, rendezte: Keleti Márton)
- A diktátor (The Great Dictator, 1940, amerikai film, rendezte: Charlie Chaplin)
- Lenni vagy nem lenni (To Be Or Not To Be, 1942, amerikai film, rendezte: Ernst Lubitsch)
- Modern Pimpernel ("Pimpernel" Smith, 1941, brit film, rendezte: Leslie Howard)